# Slægtsgaarden
|  | Denne artikel er oprettet af botten Steenthbot ud fra en ekstern database. Den kan derfor have sproglige fejl eller mangler. Denne skabelon kan fjernes efter kontrol af indholdet. |

Slægtsgaarden er en dansk dokumentarfilm fra 1936 instrueret af P.V. Jeppesen-Drusebjerg og efter manuskript af P.V. Jeppesen-Drusebjerg og A.V. Trojaborg.

## Handling
En film om gårdejer Hans Nielsen af Ellerød, som er ved at være for gammel til at drive landbrug - og hvad så? Han har tre sønner. Den ældste, Jens, vil gerne overtage slægtsgården og føre landbruget videre. Den yngste, Niels, er draget af byen og vil finde sige et arbejde der, mens den mellemste bror, Christian, vil til udlandet.
P.V. Jeppesen-Drusebjergs (1877-1953) var organisationsleder og husmandsagitator. Filmen er lavet for Dansk Andels Gødningsforretnings (DAG), hvor Jeppesen-Drusebjerg var næstformand.